# Ceratoneura aphloiae
Ceratoneura aphloiae är en stekelart som först beskrevs av Jean Risbec 1952.  Ceratoneura aphloiae ingår i släktet Ceratoneura och familjen finglanssteklar. Inga underarter finns listade i Catalogue of Life.